# 芦川誠
芦川 誠（あしかわ まこと、1960年4月19日 - ）は、日本の俳優。本名、榎谷 誠（えのたに まこと）。
大阪府出身。駒澤大学出身。株式会社TAP所属。
かつて同じ事務所に所属した、北野武監督の作品に多く出演している。

## 出演

### 映画
- 人形嫌い（1982年、監督：日高武治）
- ウィークエンド・シャッフル（1982年、監督：中村幻児）
- その男、凶暴につき（1989年、監督：北野武）
- 3-4X10月（1990年、監督：北野武）
- みんな〜やってるか!（1995年、監督：ビートたけし）
- キッズ・リターン（1996年、監督：北野武）
- HANA-BI（1998年、監督：北野武）
- 呪怨（ビデオ版）（2000年、監督：清水崇、劇場未公開）
- 呪怨2（ビデオ版）（2000年、監督：清水崇、劇場未公開）
- チキン・ハート（2002年、監督：清水浩）
- アナザヘブン（2000年、監督：飯田譲治）
- Dolls（2002年、監督：北野武）
- 座頭市（2003年、監督：北野武）
- TAKESHIS'（2005年、監督：北野武）
- 絶対恐怖 Booth ブース（2005年、監督：中村義洋）
- シムソンズ（2006年、監督：佐藤祐市）
- フィッシュストーリー（2009年、監督：中村義洋）
- ゴールデンスランバー（2010年、監督：中村義洋） - 大串マネージャー役
- 冷たい熱帯魚（2011年、監督：園子温）
- おだやかな日常（2012年、監督：内田伸輝）
- 白ゆき姫殺人事件（2014年、監督：中村義洋） - 日の出化粧品課長役
- 残穢（2016年、監督：中村義洋） - 益子茂 役
- 殿、利息でござる!（2016年、監督：中村義洋） - 大工の忠兵衛 役
- アンダードッグ（2020年、監督：武正晴）[1]
- 無頼（2020年、監督：井筒和幸）
- 劇場版 それでも俺は、妻としたい（2025年、足立紳監督） - 作雄 役[2]

### テレビドラマ
- 愛の教育（1980年、TBS） - 成沢幹夫 役
- 翔んだカップル（1980年 - 1981年、フジテレビ） - 田代勇介 役
- 西部警察 第118話「あの歌をもう一度」（1982年、テレビ朝日） - 黒木 役
- 幕末青春グラフィティ 坂本竜馬 （1982年、日本テレビ）
- 特捜最前線 （テレビ朝日 / 東映）
  - 第389話「さらば、海の老兵!」（1984年）
  - 第455話「フラッシュバック!通り魔を殺した女」（1986年）
- 牟田刑事官事件ファイル「ヨコハマ偽装心中」（1992年、テレビ朝日）
- 土曜ドラマ（NHK）
  - チロルの挽歌（1992年） - 榎本
- 松本清張スペシャル・Dの複合（1993年、フジテレビ） - 原刑事 役
- 真実一路（1993年、テレビ東京）
- すずらん（1999年、NHK朝の連続テレビ小説）
- 浮浪雲（TBS系）
- ビートたけしの浅草キッド（テレビ朝日）
- 車椅子の弁護士・水島威「裏窓からのぞかれた殺人事件」（1999年、テレビ朝日） - 種田刑事 役
- 精霊流し〜あなたを忘れない〜（2002年、NHK）
- 明智小五郎対怪人二十面相（2002年、TBS） - 刑事 役
- ビートたけし×松本清張 点と線（2007年11月24・25日、テレビ朝日） - 柳原刑事 役
- 特命係長 只野仁スペシャル（2008年、テレビ朝日）
- さすらい署長 風間昭平「あずさ・松本城殺人事件」（2008年、テレビ東京）
- 刑事一代（2009年） - 大村三郎 役
- 相棒Season8 第12話（2010年1月20日、テレビ朝日 / 東映） - 三田園方正 役
- テレビ東京開局45周年記念ドラマスペシャル 「シューシャインボーイ」（2010年、テレビ東京）
- マドンナ・ヴェルデ〜娘のために産むこと〜（2011年、NHK） - 阿部大吾 役
- 深夜食堂2（2011年、毎日放送） - 橋本 役
- 医療捜査官 財前一二三「一二三が薬物汚染された大学で潜入捜査」（2012年、フジテレビ） - 松山海蔵 役
- 赤かぶ検事奮戦記「焼死体が招く殺人連鎖…」（2012年、TBS） - 桐本保行 役
- レディ・ジョーカー（2013年、WOWOW） - 安西係長 役
- ヤメ検の女「元検事の弁護士VSストーカー殺人!?」（2014年、朝日放送） - 江崎功 役
- 山本周五郎時代劇 武士の魂（2017年） ‐ 浦部善七
- 破獄（2017年） ‐ 住本三郎
- 警視庁機動捜査隊216Ⅷ（2017年） - 貝塚昌治
- 半分、青い。 第83回（2018年7月6日、NHK朝の連続テレビ小説） - カリスマそばや
- ドクター彦次郎4（2019年） ‐ 秋川毅
- 今野敏サスペンス 機捜235（2020年4月24日、テレビ東京）　- 志田信夫 役[3]
- それでも俺は、妻としたい 第8話（2025年3月2日、テレビ大阪・BSテレビ東京） - 作雄[4]

### その他テレビ番組
- とことん!ホークス（CS放送）
- ビートたけしのスポーツ大将 （テレビ朝日系）[5]
- 朝までたけし軍団（テレビ朝日系）